# Саптаріші накшатра

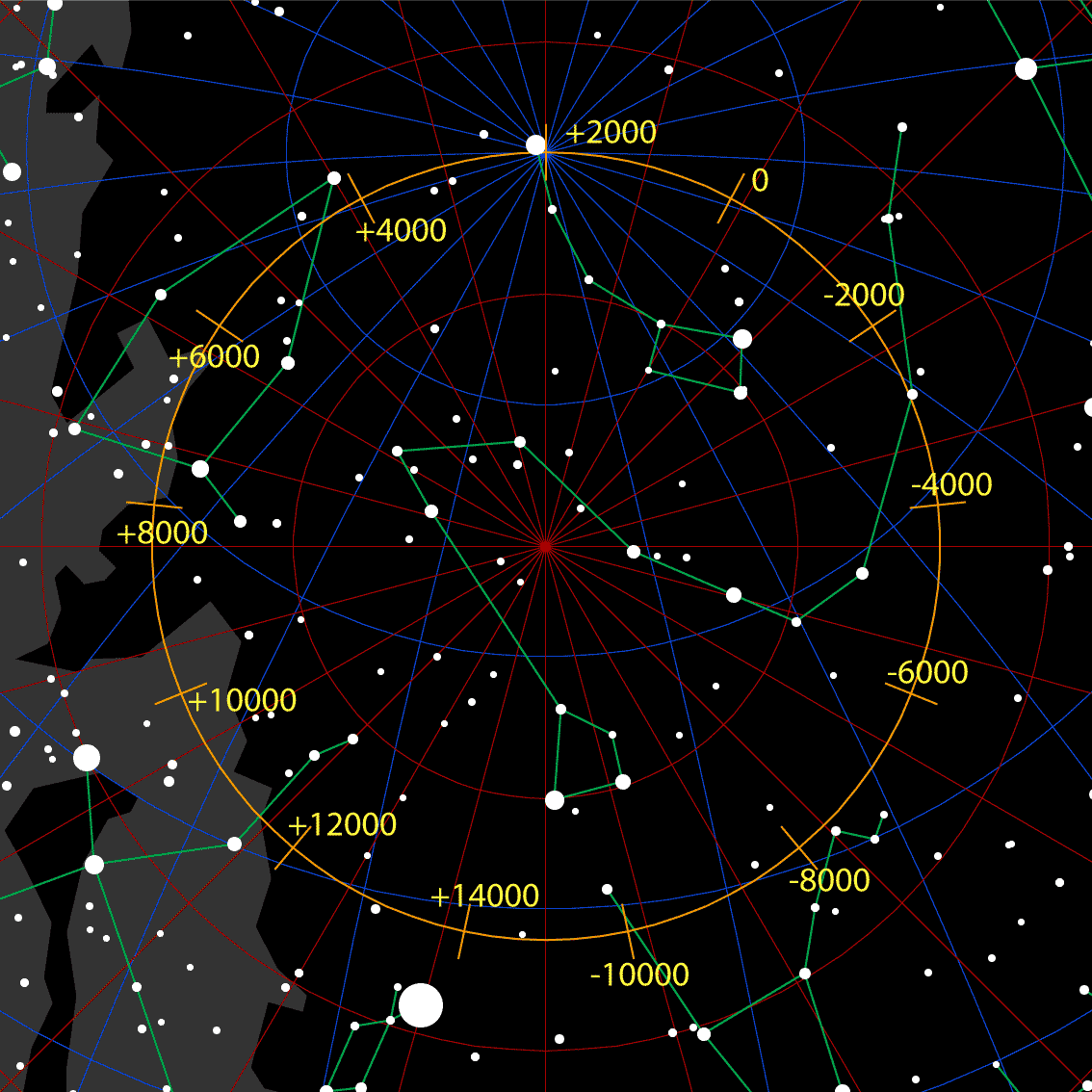
Прецесія земної осі навколо пн. полюса екліптики

Саптаріші накшатра — метод поділу прецесійного року в джйотіш на 27 ер. Назва пов'язана із положенням зір Ковша (Саптаріші мандала) в місячних домах накшатра. В західній астрології існує більш відомий спосіб поділу на 12 зодіакальних ер.

Північний ковш

## Порядок зір у Ковші
Сапта-ріші рахуються із сходу на захід, починаючи від "ручки Ковша" — Марічі, Васіштха, Ангірас, Атрі, Пуластья, Пулаха, Крату, це вказує, що Пулаха буде сходити першим. Варахаміхіра має на увазі дві зірки у сузір'ї Великої Ведмедиці Крату (Дубхе α UMa) і Пулаха (Мерак β UMa). При будь-якій накшатрі (йога Тара) розташована точно в середині проєкції довгот Пулахи і Крату, то воно дає точну дату початку астрологічного віку, які мають бути правила накшатра вказано [за йога Тара]. Варахаміхіра вважає Магха як сузір'я — правитель початку Калі- юги. Під час війни Махабхарати, саптаріші були в Регул, що підтверджує думку Варахаміхіри.
Регул (альфа Лева) означає "маленький цар" латинською мовою. 4 королівських зорі називають Четверо Вартових Небес або Кендра Дігпала. В астрології західній, Регул є Архангел Рафаїл, Архангел зцілення, тоді як у ведичній астрології, це Вайшравана Кубера, владика багатств і маркер північної чверті, а також його опікун. Це серце лева і йога Тара Магха накшатри. Будь-яке затемнення в цій накшатрі безпосередньо впливає на політичну стабільність в регіоні від Персії до Делі (Північна Індія).
Чотири зірки з  сучасними і древньоперськими іменами були:
- Альдебаран (Ташетер) -  весняне рівнодення (Вартовий Сходу)
- Регул (Венана) - літнє сонцестояння (Вартовий Півночі)
- Антарес (Сатевіс) - осіннє рівнодення (Вартовий Заходу)
- Фомальгаут (Хафторанг / Хасторанг) - зимове сонцестояння (Вартовий Півдня)

Причина, чому вони називаються "Royal stars"  тому, що вони, здається, стоять осторонь від інших зірок у небі. Протягом року кожна зірка протягом декількох місяців "Домінант" на нічному небі, і можна здогадатися, який сезон , помітивши, яка зірка є домінуючою. Позиція «вартовий» для Венана і Хасторанг викликала плутанину. Перські астрологи пов'язали Венана  з Північчю, і Haftorang (Фомальгаут) з Півднем у зв'язку з їх зоряним положенням.  Деякі сучасні астрологи та неоязичники  перевернули ці позиції у зв'язку з їх сезонними асоціаціями.

## Таблиця зоря-накшатра-мета
Натуральна саптаріші чакра
- Саптаріші I   Дхарма II Артха III Кама IV Мокша (Пурушартхи)

- 1 Marichi    1 Ashvini 8 Pushya       15 Svati      22 Abhijit
- 2 Vashishtha 2 Bharani 9 Ashlesha     16 Vishakha   23 Sravana
- 3 Angiras    3 Kritika 10 Magha       17 Anuradha   24 Dhanishtha
- 4 Atri       4 Rohini  11 P.Phalguni  18 Jyeshtha   25 Satabhisaj
- 5 Pulastya   5 Mrgasir 12 U.Phalguni  19 Müla       26 Pürva bhadrapada
- 6 Pulaha     6 Ardra   13 Hasta       20 Pürva Asadha 27 Uttara bhadrapada
- 7 Kratu      7 Punarvs 14 Chitra      21 Uttara Asadha 28 Revati
- Саптаріші накшатра визначається лінією, проведеної між Пулахою і Крату і взято як місце Крату, хоча всі саптаріші розташовані в ньому.
- Решта шість провидців у зворотному порядку буде сидіти в шести передніх накшатрах. Наприклад, якщо в саптаріші Магха, то це місце Крату, а також і попередні шість накшатра призначені для решти шести в порядку — Пулаха в Ашлеші , Пуластья в Пушья , Атрі в Пунарвасу , Ангірас в Ардрі , Васіштха в Мрігаширі і Марічі в Рохіні.
- Сьома накшатра розраховували у зворотному від саптаріші накшатра стає місцем першою з saptarsi Марічі і буде близька до «Точки аянамші». Наприклад, з 1699 р. н. е. , знаходяться в саптаріші Мрігашира накшатра (№ 5) , 960 років, рахуючи у зворотному , 7-ма накшатра є Уттара Бхадрапада який є місцем Марічі. «Точки аянамші» в 2014 р. становить близько 24°02' тобто в Пурвабхадрападі і в 2203 р. вона досягне Уттар Бхадрапада накшатри (26°40′). Максимальна зона однієї накшатри —  13 ° 20 ’.
- Правитель саптаріші тисячоліття : Володар 8 накшатри враховуються в прямому порядку від зодіакального saptarsi накшатра повинна бути владикою саптаріші тисячоліття (близько 960 років). Наприклад, в період 4062—3102 р. до н. е. саптаріші були в Пурвапхалгуні накшатра (№ 11) і 8- я накшатра від цього Джйештха управлялася Індрою. Таким чином Індра був правителем саптаріші тисячоліття Пурвапхалгуні і Юдхіштхіра був коронований в Індрапрасті (Делі) в 3089 до н. е. Важливість Індри скоротилася після початку Калі- юги, коли саптаріші перейшли у Магху і Каурави з Хастінапура загинули.
- Докази існування стародавньої цивілізації показує, що є достатні саттвагуна періоду  зберегли речі протягом такого довгого часу. Наприклад помітити розквіту цивілізації долини Інду період, який збігається з царюванням Махараджа Юдхіштхіра (Пандав династія) в Індії.[1]

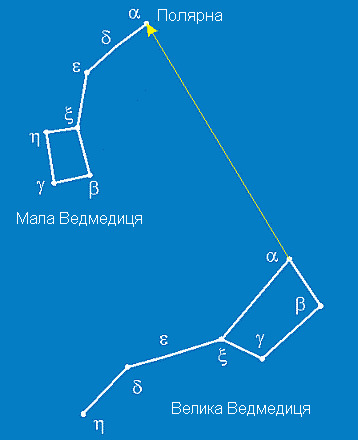
Саптаріші мандала і напрям на Дхруву (Дхрув Тара, α Umi (Мала Ведмедиця))

## Поділ прецесійного року
Результат поділу може дещо відрізнятись залежно від вибору точки відліку. Основні точки -
- традиційна від початку калі-юги (повернення Крішни до Вайкунтхи) 22/01/-3101 (астроном. час, де дата- григоріанська, рік на один менше григоріанського через наявність 0 року)
- від початку сатья-юги 1/08/1943
- від дати нульової прецесії або нульової аянамші

### Датування від калі-юги Санджай Ратха
Датування за саптаріші (в ідеальній моделі) ера 16*60=960 р., зодіакальний рік 960*27 накшатр=25920 юл. років. 
- -5) −7901 −6941 15 Svati −7500: Невалі-Чорі — цівілізація в Туреччині; −7000: перші коні в регіоні Гангу [Frawley]
- -4) −6941 −5981 14 Chitra у Мергар росте ячмінь, овець, кіз, зберігання зерна, хоронити мертвих, будівлі із сирцевої цегли ; −6500: Рігведа, мандали 117.22, 116.12, 84.13, зимове сонцестояння в Овні
- -3) −5981 −5021 13 Hasta −5500: жителі Мергарха роблять запечені кераміки і тисячі дрібних, глиняних жіноч. фігур (інтерпретується як ранні ознаки поклоніння Шакті), і беруть участь в торгівлі на великі відстанях — дорогоцінні камені і морські раковини. Дата астрологічних спостережень, пов'язаних з древніми подіями пізніше, згадані в Пуранах(Alain Danielou). −5000: Початок Інд-Сарасваті цивілізації Хараппи і Мохенджо-Даро. Дата — археологічні пам'ятники, розкопки досягли 45 футів. кам'яні вогняні вівтарі існують у багатьох будинках, припускаючи, ведичні обряди вогню, ягьі. Перші ознаки поклоніння Господу Шиві. Ця зріла культура триватиме 3000 років, закінчується приблизно −1700. Рис збирається в Китаї, із зернами знайти в паленого цегли, вирощування виникло в Східній Індії.
- -2) −5021 −4061 12 Uttara Phalguni −4000: з цього періоду в шумерських містах Кіш і Суса виявлено існування індійських товарів торгівлі.
- -1) −4061 −3101 11 Pürva Phalguni −4000: творення світу, −3928: 25 липня перше затемнення згадується в Ріг-Веді (Dr. P.C. Sengupta), 3089 BC: Царювання Юдхіштхіра Махараджа починається в Індрапрасті (Делі)
- 1) −3101 −2141 10 Magha 3102 BC: Початок Каліюги, 2448 AD Юдхіштхіра правління закінчується (?)
- 2) −2141 −1181 9 Ashlesa
- 3) −1181 −221 8 Pusya 900–300 Грецька імперія, 600 BC-640AD Перська імперія, 600–200 BC Маурья імперія
- 4) −221 до  739 7 Punarvasu 1000 BC-50 AD Кельтська імперія, 300 BC — 500 AD Римська імперія, 300–400 AD Династія Гуптів, 100–1600 AD Оттоманська імперія, 221BC — 619 Цинь династії Сунь
- 5) 739  - 1699 6 Ardra 700–1100 AD правління вікінгів, 622 Ad Мохамед, 1500–1600 AD Сафавід править у Персії, 1200–1600 AD Моголи, 960–1279 династія Сун, 1271 −1362 династія Юань, 1368 −1644 династія Мін, Чайтанья Махапрабгу (1486–1534)
- 6) 1699 - 2659 5 Mrigashira 1600–1900 AD Маньчжурська династія Цин, Новий світ, король Аряман Адітья (Уттарапхалгуні); Марічі в Уттара Бхадрападі
- 7) 2659 - 3619 4 Rohini

### Датування за аяшамшою
За початок платонівського року приймаємо дату сонячного Нового року (вхід Сонця в Овен сидеричний) біля дати нульової прецесії 17/05/285 р., коли не було різниці між тропічним і сидеричним зодіаком. Тут і далі приймаємо айанамшу Лахірі АЛ (різницю між двома зодіаками). Точна тривалість накшатра юги  Т=25771,4/27=954,5 р. Або 14 коротких ер і 13 довгих 14*954+13*955=25771. Аналогічно можна визначити паду (чверть), яких буде 108 - 238*2+239*2=954. Накшатра займає 13°20’. Три накшатра юги - 2863,5 р. приблизно дорівнює тривалості саптаріші юги в ідеальній моделі 2700 р., яка вміщує 27 накшатра-віків (шатамаана) по 100 р.   В нашому випадку вік матиме 106 р. Тоді початок юг за величиною аянамші-
- -4487 Мрігаширша
- -3533 Рохіні
- -2578 Кріттіка
- -1624 Бхарані
- -669 Ашвіні
- 285  Реваті АЛ=0°, 21/03/285 р.,
- 1240 Уттара-бхадрапада АЛ=13°20
- 2194 Пурва-бхадрапада , АЛ=26°40’ -(за аянамшою 5/05/2202)

### Датування від сатья-юги
Якщо прийняти за початок ери Пурва-бхадрапада 1/08/1943, ймовірний початок сатья-юги, то
- 10 -9511 Магха
- 9 -8557 Ашлеша
- 8 -7602 Пушйа
- 7 -6648 Пунарвасу (для порівняння календар саптаріші  із 6676 до н.е., Антіохійська ера 1.09.5969 р. до н. е.)
- 6 -5693 Ардра (Константинопольська ера або Візантійська   — 21/03/5508, потім 1/09/5509 р. до н. е.)
- 5 -4739 Мрігаширша
- 4 -3784 Рохіні (ера єврейського календаря — 7.10.-3761 р. до н.е., Каліюга 22 січня -3101, початок ери 5 Сонця (календар мая) — 13.08.-3113 р.)
- 3 -2830 Кріттіка (ера Авраама — 1.10.2014 р. до н. е.)
- 2 -1875 Бхарані
- 1 -921 Ашвіні
- 27 +34  Реваті  (Anno Diocletiani 20.11.284 р.)
- 26 +988 Уттара-бхадрапада
- 25 +1943 Пурва-бхадрапада, (кінець ери П'ятого Сонця 21.12.2012 р.)
- 24 +2897 Шатабхиша

## Прецесія в "Сурья Сідханті"
У тексті 12 ст. Бхаскара II говорить: « Сампат обертається негативно 30000 разів в Кальпі з 4320000000 років відповідно до Сурйа Сідханта , Мунджала та інші говорять , Аяна рухається вперед 199669 в Кальпі, і потрібно об'єднати два , перш ніж встановлення відмінювання , підйомна різниці і т.д. " Ланселот Уілкінсон в перекладі останнього з цих трьох віршів у занадто стислій формі передає повний сенс , і пропускає те, що в індусів  на першому плані. Згідно з коментарем індусів , кінцеве значення періоду прецесії повинна бути отримана шляхом об'єднання +199669 революцій Аяна з -30000 революцій сампаат , щоб отримати +169669 в Кальпі, тобто один оборот за 25 461 років , що недалеко від сучасного значення  25771 років.
Більше того , значення Мунджала дає період 21636 років для руху Аяна , яка є сучасним значенням прецесії , коли аномалістична прецесія також враховується. Останній має період 136 000 років , але Бхаскара II дає її значення в 144 000 років (30 000 в Кальпі ) , назвавши його Самппат . Бхаскара II не дав ім'я остаточному терміну після об'єднання негативним сампат з позитивним Аяна . Значення він вказує , однак , що він мав на увазі Аяна прецесія за рахунок сумісного впливу орбітальної та аномалістичної прецесії , і він мав на увазі Сампат аномалістичний період , але визначив його як рівнодення . Він пояснив у своєму коментарі Васанабхашйа Сіддханта Шіромані , [ 12] , кажучи , що Сурйа Сідханта не була доступною , і він писав на підставі чуток . Бхаскара II не давав його власну думку , він просто привів Suryasiddhanta , Munjāla та « інші».
Сурйа Сідханта підтримує поняття коливань в діапазоні ± 27 ° по курсу 54 " на рік у відповідності з традиційними коментаторами , але Берджесс висловив думку , що первісний зміст , був циклічного руху.